# Isla Aldea
Isla Aldea är en ö i Chile.   Den ligger i regionen Región de Magallanes y de la Antártica Chilena, i den södra delen av landet. Arean är 205 kvadratkilometer.
Terrängen på Isla Aldea är kuperad. Öns högsta punkt är 790 meter över havet. Den sträcker sig 25,8 kilometer i nord-sydlig riktning, och 17,1 kilometer i öst-västlig riktning.
På Isla Aldea växer i huvudsak blandskog.